# Nikołaj Popow (neurolog)
Nikołaj Siemionowicz Popow (ros. Николай Семенович Попов, ur. 1895, zm. 29 maja 1938) – rosyjski lekarz neurolog, neuroanatom.
Ukończył gimnazjum w Nowoczerkasku. Od 1914 studiował na wydziale lekarskim Uniwersytetu Moskiewskiego, studia ukończył w 1922 roku. W trakcie studiów odbył służbę wojskową, jako wolontariusz pomagał zwalczać epidemię tyfusu. Od 1923 do 1926 pracował jako lekarz w klinice neurologicznej I Uniwersytetu Moskiewskiego. Od powstania związany z moskiewskim Institutem Mozga. W 1929 odbył kurs neuropatologii w Berlinie u Vogta. W 1930 skierowany do Kazachstanu. W 1938 skazany na śmierć i rozstrzelany. W 1956 roku zrehabilitowany.
Wiadomo, że miał kontakty z osobami z najwyższych kręgów władzy; w 1923 roku opiekował się chorym Leninem i prawdopodobnie był lekarzem rodziny Uljanowów. Jego pacjentem był Nikołaj Bucharin. Przyjaźnił się z Timofiejewem-Riesowskim.
Żonaty z Idalią Antonowną Stankiewicz, lekarką, pracującą wspólnie z nim w Institucie Mozga.

## Wybrane prace
- Zur Kenntnis der Grösse der Area striata und die Methodik ihrer Ausmessung. Journal f. Psychol, u. Neurol 34 (1927)
- Allocortex bei der Ratte (Mus decumanus). J. Psychol. Neur. 39 (1929)
- Beitrag zur Kenntnis der quantitativen Differenzen zwischen den Menschen- und Affenhirnen. J. Psychol. Neur. 38, ss. 168-78 (1929)